# Bergspass

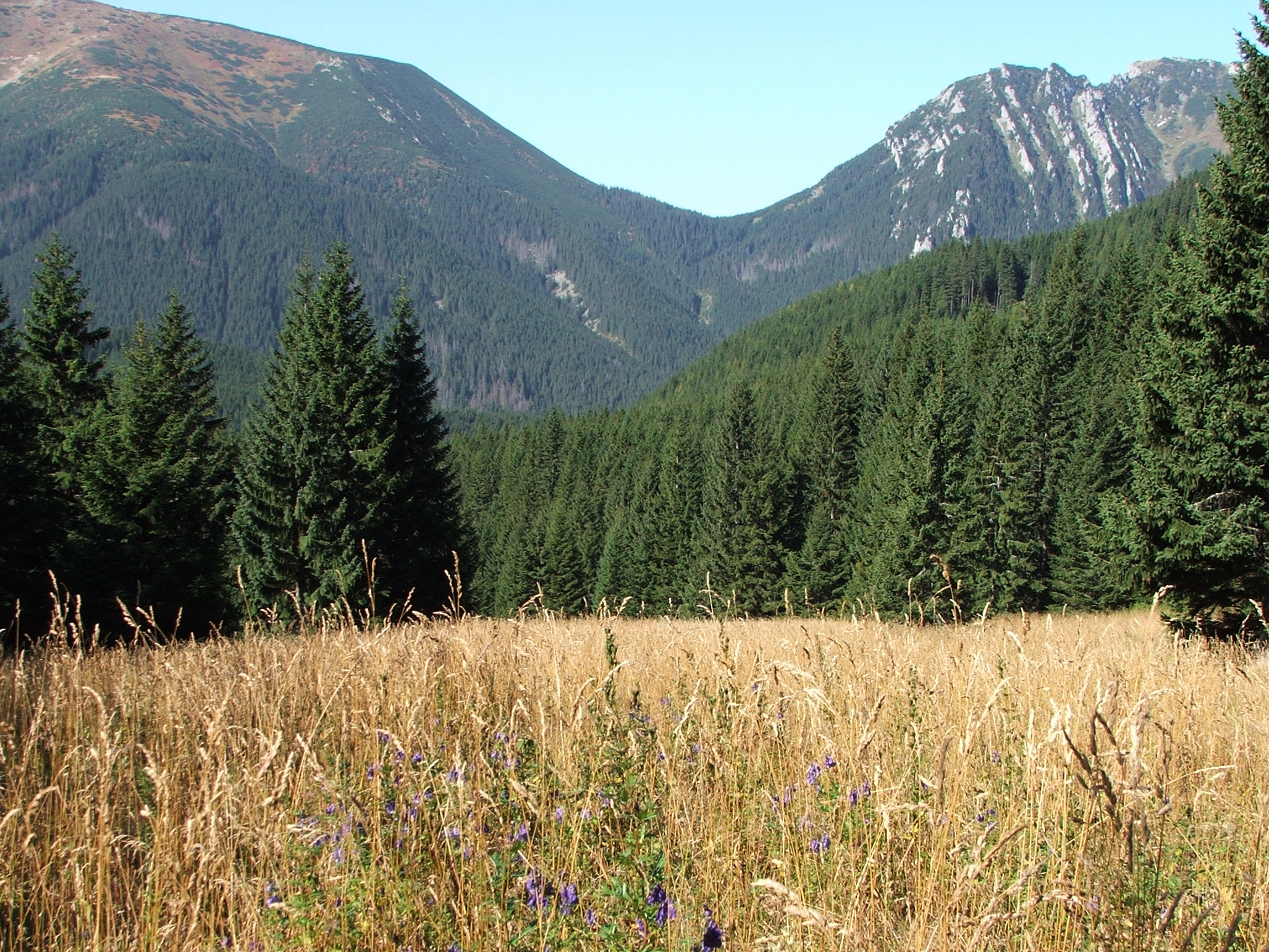
Ett bergspass i Polen.

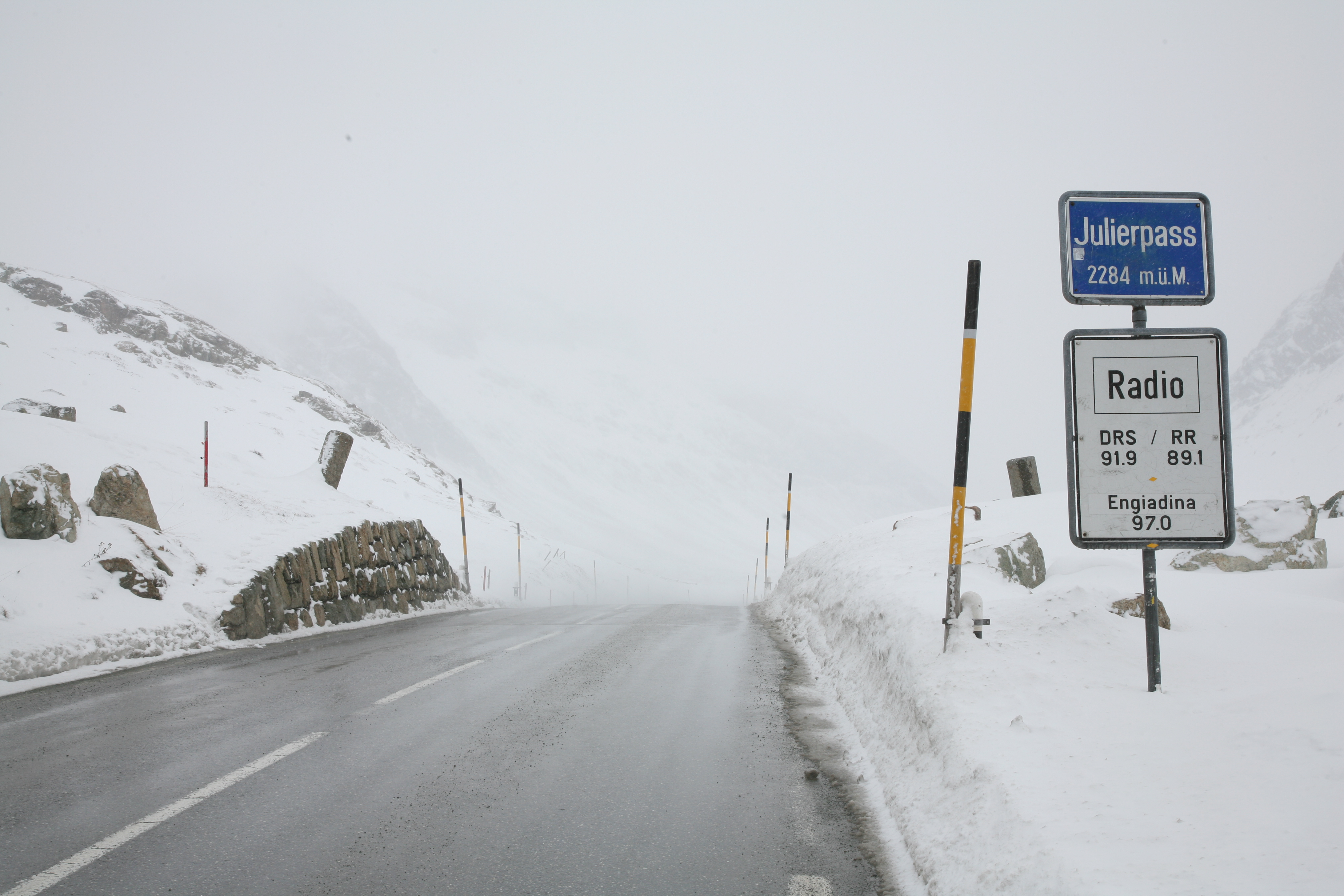
Julierpasset i Schweiz.

Ett bergspass är ett område mellan två bergsbranter som kan möjliggöra passage. Om man följer den lägsta möjliga rutten, är ett pass den högsta punkten på den rutten. Då många av världens bergskedjor har inneburit stora hinder för att resa, har pass varit viktiga sedan förhistorisk tid, och har spelat en viktig roll i handel, krig och migration.
Bergspass hittas ofta strax ovanför källflöden och utgör en vattendelare. Pass kan vara korta och utgöras av branta sluttningar till toppen av passet, eller utgöras av kilometerlånga dalar, vars högsta punkt enbart kan urskiljas med hjälp av lantmätning.
Man har under lång tid byggt vägar, och på senare tid järnvägar, genom pass. Vissa höga och oländiga pass har tunnlar under för att möjliggöra ett snabbare trafikflöde under hela året.
Toppen av ett pass är ofta den enda plana marken i ett område samt en högt liggande utsiktsplats, och är därför en föredragen plats att bygga på. I länder vars gränser ligger längs en bergskedja, är passet vanligen en del av gränsen, med gränsövergång eller tullstation, och eventuellt en militärpostering då det krävs relativt få soldater för att vakta ett pass. Ett exempel på detta är Argentina och Chile som delar världens tredje längsta internationella gräns, 5 300 km lång som löper från norr till söder genom Anderna, med 42 bergspass mellan länderna. För pass med vägar är det också brukligt att ha en liten vägskylt med passets namn och höjd över havet.
Förutom att underlätta resor mellan dalar, erbjuder pass också en rutt mellan två bergstoppar med minimal nedstigning. På grund av detta är det vanligt för vandringsleder att mötas vid ett pass; detta gör dem också till lämpliga rutter även när man färdas mellan en topp och dalbottnen.
Det finns tusental namngivna pass runtom i världen, vissa är välkända som till exempel Stora St. Bernhardspasset på 2 473 m ö.h. i Alperna, Khyberpasset på 1 027 m ö.h. mellan Afghanistan och Pakistan, och Khardung La på 5 359 m ö.h. i Ladakh i Indien. Marsimik La på 5 590 m ö.h. är ett mindre känt pass; det är ett av de högsta körbara passen och ligger i Indien, på den nordligaste spetsen av Changthangplatån, nära den kinesiska gränsen.
Ett bergspass med mer eller mindre plan botten kallas för ett sadelpass.